# Louis Masreliez

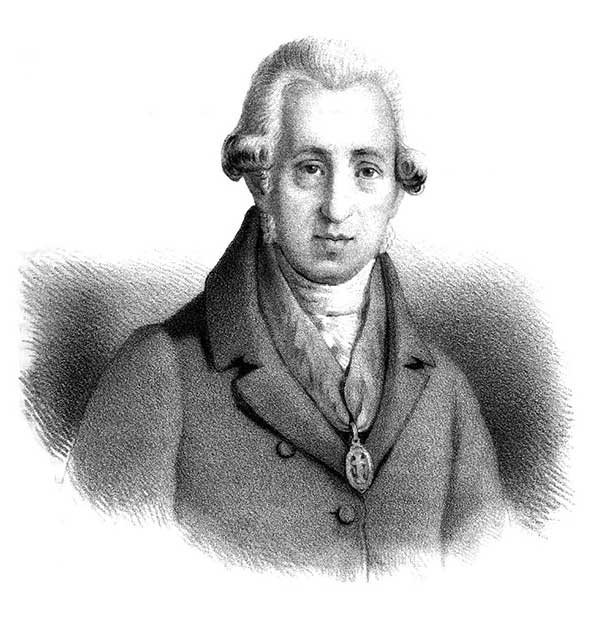
Porträt von Louis Masreliez
Steindruck.

Louis Masreliez (* um 1748 in Paris; † 19. März 1810 in Stockholm; geboren als Adrien Louis Masreliez) war ein schwedischer Maler, Zeichner, Grafiker und Innenarchitekt.
Louis Masreliez, Sohn von Adrien Masreliez, jüngerer Bruder von Jean Baptiste Masreliez (1743–1801), kam 1753 nach Schweden. Im Alter von zehn Jahren begann er seine Ausbildung an der Zeichenakademie in Stockholm. 1769 bekam er ein staatliches Stipendium, das er zu Studienreisen nach Paris und Bologna verwendete. 1769 verließ er Bologna und zog nach Paris, dort wohnte er acht Jahre lang. Er kehrte 1782 zurück nach Schweden und wurde Mitglied der Kunstakademie in Stockholm und im Jahre danach Professor in Geschichtsmalerei. 1785 bekam er die Leitung für die Inneneinrichtung der königlichen Schlösser. 1802 wurde er Rektor und 1805 Leiter der Kunstakademie.
Zusammen mit Carl August Ehrensvärd und Johan Tobias Sergel gehörte er zu den maßgebenden Vertretern der gustavianischen Kunstepoche.

## Werke
Innengestaltung u. a. im:
- Pavillon Gustavs III.  im Hagapark (1789–92)
- Arvfurstens palats in Stockholm (1791–94)
- Herzog Karls Etage im Stockholmer Schloss (1792–95)